# 豐臣鶴松
豐臣鶴松（1589年7月11日—1591年9月22日），豐臣秀吉之子，母親為淺井長政之女茶茶。另有一個小名叫「捨」，據說用這種不祥的小名可以帶來好運，但沒想到三歲就夭折了，因此後來秀吉給秀賴取的小名則是「拾」。
由於茶茶是唯一有生育的側室，秀吉在她生下鶴松之後欣喜若狂，將生下鶴松所在的淀城送給她，這也是後來茶茶被稱為淀殿的由來。